# Dendrotion forbesi
Dendrotion forbesi är en kräftdjursart som beskrevs av George 2004. Dendrotion forbesi ingår i släktet Dendrotion och familjen Dendrotionidae. Inga underarter finns listade i Catalogue of Life.